# Ascidia vermiformis
Ascidia vermiformis är en sjöpungsart som först beskrevs av Friedrich Ritter 1913.  Ascidia vermiformis ingår i släktet Ascidia och familjen Ascidiidae. Inga underarter finns listade i Catalogue of Life.